# Людмирский, Израиль Львович
Израиль Львович Людмирский (1907—1983) — советский проектировщик объектов энергетики, лауреат Сталинской премии 1949 года.
До 1941 г. — начальник Московской проектной конторы треста «Центроэлектромонтаж».
В 1941—1943 гг. начальник Свердловского проектного управления треста «Уралсибэлектромонтаж».
С 1943 г. начальник Московского проектно-конструкторского управления (МПКУ) треста «Центроэлектромонтаж». За образцовое выполнение заданий Правительства по строительству авиационных заводов награждён орденом «Знак Почёта» (22.03.1944).
За разработку приборов измерений и приборов управления завода «А» и завода «Б» комбината № 817 награждён орденом Ленина и Сталинской премией 2 степени (Указы Президиума Верховного Совета СССР от 29 октября 1949 года).
Похоронен на Востряковском (Центральном) кладбище.
Жена — Барер Ида Марковна (1906—1991).